# 永野宗典
永野 宗典（、1978年2月17日 -）は、宮崎県宮崎市出身の俳優、映画監督、脚本家、演出家、ラジオパーソナリティである。京都を拠点に活動する劇団「ヨーロッパ企画」に所属。

## 人物
宮崎県宮崎市で生まれる。3人兄弟の末っ子で、兄と姉がいる。
宮崎県立宮崎大宮高等学校時代より演劇とバンドを始める。
高校時代までお笑いを目指していたが、古田新太のラジオを聴いて影響を受け、劇団新感線を目指し、演劇部に入る。
高校卒業の1年後、1997年4月に同志社大学神学部入学、2001年3月卒業。入学とともに同志社小劇場に入団。1998年、同志社小劇場内のユニットとしてヨーロッパ企画の旗揚げに参加。1999年の同志社小劇場退団まで座長を務める。
2000年、ヨーロッパ企画として独立を果たす。以降、ヨーロッパ企画のほぼ全ての作品に出演。役者・小道具・パンフ編集。その他にも舞台、映画、ドラマ、ラジオへと活躍の場を広げている。
また、4コマ漫画家としても活動。卒業後の2004年より、同志社大学の学生新聞に4コマを連載。2007年10月から2014年9月まで、『永野・本多の劇的ラジオ』で同劇団員本多力とともに、パーソナリティをつとめた。

## エピソード
- 映画「サマータイムマシン・ブルース」の本広克行監督からは「器用な役者」と評価されている。
- 演劇に関しては、かなりの勉強家で、スタニスラフスキーやストラスバーグの本を、線を引きながら読んでいる。
- 好きな映画は、ダスティン・ホフマンが出ている作品。
- 映画「UDON」の撮影中、本番中に突然、アドリブで、階段から転げ落ちる演技をおこなった。最初、スタッフは事故と誤解したが、結果、その演技は本編中で使用された。
- 本広監督作品においては、必ず「土下座」をする。
- 2008年に行われた第1回デジタルショートアワードにて永野宗典監督作品『黄金』が【泣き】部門グランプリ、総合グランプリを受賞[5]。
- 2008年 HTB開局40周年記念となるスペシャルドラマ「歓喜の歌」に出演し、また、映画「ハッピーフライト」にも出演している。
- 『来てけつかるべき新世界 』（上田誠著 白水社 2017/04/21）の表紙のイラストを書く。
- 根っからの末っ子気質で、ヨーロッパ企画の作演出で後輩の上田誠のことをよく「おにいにゃん」と呼んでいる。
- 小学校までは背が高く男前キャラで気障な性格になっていたが、中学生になり背が止まり、やっかいな「気障ちび」の時代を経て、お調子者キャラへの路線変更を余儀なくされた。
- 大変な勉強家で、演劇書を読み大切なところに赤線をひいていたら、すべての文が赤くなっていた。

## 出演作品

### ヨーロッパ企画公演
- 第1回公演「ところで、君はUFOを見たか?」（1998年）
- 第2回公演「翼よごらんあれが恋の灯だ」（1999年）
- 第3回公演「戦う」（1999年）
- 第4回公演「翼よごらんあれが恋の灯だ（再演）」（1999年）
- 第5回公演「苦悩のピラミッダー」（2000年）
- 第6回公演「衛星都市へのサウダージ」（2000年）
- 第7回公演「冬のユリゲラー」（2000年）
- 第8回公演「サマータイムマシン・ブルース」（2001年）
- 第9回公演「12人の追い抜けないアキレス」（2001年）
- 第10回公演「冬のユリゲラー2002」（2002年）
- 第11回公演「ロードランナーズ・ハイ」（2002年）
- 第12回公演「囲むフォーメーション」（2003年）
- 第13回公演「サマータイムマシン・ブルース2003」（2003年）
- 第14回公演「空前のクイズアワー」（2003年）
- 第15回公演「ムーミン」（2004年）
- 第16回公演「インテル入ってない」（2004年）
- 第17回公演「平凡なウェーイ」（2005年）
- 第18回公演「サマータイムマシン・ブルース2005」（2005年）
- 第19回公演「囲むフォーメーションZ」（2005年）
- 第20回公演「Windows5000」（2006年）
- 第21回公演「ブルーバーズ・ブリーダーズ」（2006年）
- 第22回公演「苦悩のピラミッダー」（2007年）
- 第24回公演「衛星都市へのサウダージ」（2007年）
- 第25回公演「火星の倉庫」（2007年）
- 第26回公演「あんなに優しかったゴーレム」（2008年）
- 第27回公演「ボス・イン・ザ・スカイ」（2009年）
- 第28回公演「曲がれ!スプーン」（2009年）
- 第29回公演「サーフィンUSB」（2010年）
- 第30回公演「ロベルトの操縦」（2011年）
- 第31回公演「月とスイートスポット」（2012年）
- 第32回公演「建てましにつぐ建てましポルカ」（2013年）
- 第33回公演「ビルのゲーツ」（2014年）
- 第34回公演「遊星ブンボーグの接近」（2015年）
- 第35回公演「来てけつかるべき新世界」（2016年）
- 第36回公演「出てこようとしてるトロンプルイユ」（2017年）
- 第37回公演「サマータイムマシン・ブルース」（2018年）
- 第38回公演「サマータイムマシン・ワンスモア」（2018年）
- 第39回公演「ギョエー！ 旧校舎の77不思議」（2019年）
- 第40回公演「九十九龍城」（2021年-2022年）
- 第43回公演「来てけつかるべき新世界」（2024年）[6]
- 第44回公演「インターネ島エクスプローラー（仮）」（2025年 - 2026年）[7]

### 舞台
- 不思議な少年44号（NEXT）（2000年7月）
- 狂躁里見八県伝（劇団衛星、ゲスト出演）（2001年6月）
- 短編SF作品集（シャトナー研）（2002年6月）
- HITACHI Express 2002「チャレンジ・ザ・ミステリー」（出演）（2002年9月）
- 石原正一ショー「おさかなビリー特別篇」（出演）（2002年10月）
- 有毒少年（ピースピット）（2003年3月）
- あしたの情 〜基本的に、スーパースター（P.T.i.）（2003年10月）
- 実験（ジュース）（2004年12月）
- ナイロビ&三鷹市芸術文化センタープロデュース 「早春ヤングメン」 （出演）（2005年3月）
- 恋するクランケにキスと包帯を!!（2006年、原田泰造主宰　代田’Nプラネッツ）
- muro式.1「幾」（2008年7月）
- Fabrica[10.0.1][11.0.1]（2007年～2008年、プロデュース／演出：本広克行）
- ケセラセラ日和（2009年3月） - 作・演出・出演
- muro式.3「算」（2009年）
- 永野宗典不条理劇場「虚業」（2011年1月） - 作・演出・出演
- muro式.5「＋」（2011年）
- muro式.6「グラフ」（2012年）
- 久ヶ沢徹生誕50周年祭 久ヶ沢牛乳presents「A HALF CENTURY BOY」（2012年）
- 昭和島ウォーカー（2008年、東京グローブ座＋パルコPRESENT）
- 芝浦ブラウザー（2011年、東京グローブ座＋パルコPRESENT）
- 二都物語（2013年、フジテレビ）
- 時代に流されろ（2015年3月）
- 大長編 男肉 du Soleil 『鉄球』（2015年5月-6月・男肉 du Soleil）
- Takayuki Suzui Project OOPARTS Vol.4「天国への階段」（2017年7-8月）
- 続・時をかける少女（2018年、ニッポン放送　ぴあ　イープラス）
- muro式.がくげいかい（2021年）

### 映画
- 交渉人真下正義（2005年4月、監督：本広克行） - 地下鉄職員 役
- サマータイムマシン・ブルース（2005年8月、監督：本広克行） - 曽我淳 役
- UDON（2006年8月、監督：本広克行） - 水原保 役
- 少林少女（2008年4月、監督：本広克行）
- ハッピーフライト（2008年、監督：矢口史靖）
- 曲がれ!スプーン（2009年11月、監督：本広克行）
- 踊る大捜査線 THE MOVIE3 ヤツらを解放せよ!（2010年7月） - 路線バス運転手 役
- 踊る大捜査線 THE FINAL 新たなる希望（2012年9月、監督：本広克行）
- 陽だまりの彼女（2013年、監督：三木孝浩）
- 繕い裁つ人（2015年、監督：三島有紀子）
- サムライフ（2015年、監督：森谷雄）
- 海難1890（2015年、監督：田中光敏）
- 恋とオンチの方程式（2016年2月） - 高橋 役[8]
- Every Day（2016年7月） - 三井晴之 役
- アニバーサリー 「＃地上300ｍのタダオ」（2016年10月）
- 本能寺ホテル（2017年1月、監督：鈴木雅之） - 豊臣秀吉 役
- ラスト・ホールド!（2018年、監督：真壁幸紀）
- ドロステのはてで僕ら（2020年6月、監督：山口淳太） - キンジョウ 役
- マイ・ダディ（2021年、監督：金井純一）
- MIRRORLIAR FILMS Season2『適度なふたり』（2022年2月18日、監督：柴田有麿）- 主演
- 裏社員。-スパイやらせてもろてます‐（2025年5月2日、監督：瑠東東一郎）[9]

### テレビドラマ
- ファースト・キス（2007年7月、フジテレビ）
- ガリレオ 第1話（2007年10月、フジテレビ） - 大学でナンパされる内海を見ている大学生役で同劇団員本多力とともに出演
- 京都へおこしやす!（2008年1月 - 2月、TBS） - 丸山健也 役
- ロス:タイム:ライフ 第6節ヒーローショー編（2008年3月、フジテレビ）
- 33分探偵 第4話（2008年8月、フジテレビ） - 金田一耕助、名探偵コナン 役
- スミレ16歳!!（2009年6月、BSフジ） - 巡査 役
- 歓喜の歌（2008年9月、テレビ朝日系列全国ネット・北海道テレビ制作） - 加藤進也 役
- 偉人の来る部屋（2009年10月、TOKYO MX） - 近藤勇 役
- TAXMEN（2010年2月、TOKYO MX）
- 宇宙犬作戦（2010年8月、テレビ東京） - タイラー 役
- 医龍3（2010年10月、フジテレビ） - 八木沢仁志 役
- 堀江ブギーデイズ（2012年1月、関西テレビ）
- 主に泣いてます 第7話（2012年9月1日、フジテレビ）- 小川君 役
- 終電バイバイ 第3話（2013年1月、TBS） - 健 役
- カウンターのふたり シーズン2 第14話（2013年2月、TwellV） - 雇われ店主 役
- ヨメ代行はじめました。 第8話（2013年2月、関西テレビ） - 梅田エースケ 役
- 闇金ウシジマくん（毎日放送） - 宇津井優一 役
  - 闇金ウシジマくん Season2（2014年1月 - 3月）
  - 闇金ウシジマくん外伝 闇金サイハラさん（2022年9月21日 - 12月28日）
- ことばドリル（2014年4月〜、NHK Eテレ、学校放送・小学校1〜2年生向け国語番組） - ナガノたいちょう役・ナガノけいぶ役・ニュース番組AD役ほか
- NHK連続テレビ小説
  - ごちそうさん 第115回（2014年）
  - 虎に翼（2024年） - 樋口政一 役
  - おむすび（2025年） - 松崎瑛人 役[10]
- 雨天中止ナイン（2014年5月12日 - 6月2日、テレビ東京） - ナガノ 役[11]
- るみちゃんの事象（2015年、MBS／TBS）
- チャンバラが消えた日（2015年、日本映画専門チャンネル／時代劇専門チャンネル）
- となりの関くんとるみちゃんの事象 第4話（2015年7月、MBSテレビ） - カッパ 役
- 大阪環状線 ひと駅ごとの愛物語 第6話 福島駅「屋根の暗号」（2016年2月16日、関西テレビ）
  - 大阪環状線 ひと駅ごとの愛物語 Part.2　第7話 今宮駅「獅子おどし」（2017年2月28日）
- 石川五右衛門 第5話（2016年11月、テレビ東京） - 平助 役
- 池波正太郎時代劇　光と影（2017年、BSジャパン）
- 女囚セブン（2017年4月21日 - 6月9日、テレビ朝日）‐ 一本松昇 役
- やれたかも委員会  第4話（2018年、毎日放送） - 長迫まさゆき 役
- ポチっと発明 ピカちんキット（2018年、テレビ東京） - 実写パート：ピカチン博士 役
- 大恋愛〜僕を忘れる君と （2018年、TBS） - 店長・山ちゃん 役
- 僕はまだ君を愛さないことができる（2019年、FOD／フジテレビ）
- 新しい王様（2019年、TBS）
- 私のおじさん〜WATAOJI〜（2019年、テレビ朝日） - テレドリーム上層部 役
- チャンネルはそのまま!（2019年、北海道テレビ） ‐ 日比野守 役
- 家売るオンナの逆襲（2019年、日本テレビ） ‐ 迫田祐樹 役
- 特捜9（2019年、テレビ朝日） ‐ 楯山博士 役
- 向かいのバズる家族 (2019年、日本テレビ） - 伊勢谷伸 役
- G線上のあなたと私（2019年、TBS） ‐ 庄野真盛 役
- 知らなくていいコト（2020年、日本テレビ） ‐ 木嶋涼太 役
- 浦安鉄筋家族（2020年、テレビ東京） ‐ 星くん 役
- ハケンの珍客（2020年6月17日 -、Hulu） - 田無元 役
- あのコの夢を見たんです。（2020年、テレビ東京）
- 極主夫道（2020年、読売テレビ／日本テレビ系）
- 七人の秘書（2020年、テレビ朝日）
- 恋する母たち 第7話・第8話（2020年12月4日・11日、TBS） - 犬飼洋一 役
- 遺留捜査 第6シーズン 第1話（2021年1月14日、テレビ朝日） - 深谷俊介 役
- 青天を衝け（2021年2月14日 -、NHK大河ドラマ） - 権兵衛 役
- ドクターX～外科医・大門未知子～ 第7期（2021年10月14日 -、テレビ朝日） - 寒蝉勇次 役
- お耳に合いましたら。（2021年、テレビ東京）
- 准教授・高槻彰良の推察 Season2 第5話（2021年11月7日、WOWOW）- 嵯峨 役
- 古見さんは、コミュ症です。（2021年、NHK）
- 全っっっっっ然知らない街を歩いてみたものの Season2 第3話（2022年3月20日、フジテレビ）[12]
- 僕もアイツも新郎です。（2022年3月13日、関西テレビ） - 八島宏樹 役
- 探偵が早すぎる～春のトリック返し祭り～（2022年4月14日 - 6月16日、読売テレビ・日本テレビ系） - 美津山純三郎 役[13]
- 俺の可愛いはもうすぐ消費期限!?（2022年4月16日 - 6月11日、テレビ朝日） - 梨本店長 役
- WOWOWオリジナルドラマ 椅子 第7話「人間達の声がする」（2022年7月8日、WOWOW）[14]
- 魔法のリノベ（2022年7月18日 - 、関西テレビ・フジテレビ） - 東村 役
- 六本木クラス 第5話（2022年8月5日、テレビ朝日）
- シャイロックの子供たち（2022年10月9日 - 11月6日、WOWOW） - 松岡健造 役
- 内田康夫サスペンス 浅見光彦 源氏物語殺人事件（2022年12月12日、テレビ東京）[15]
- わたしの夫は-あの娘の恋人-（2023年1月15日 - 4月2日、テレビ大阪・BSテレビ東京） - 鈴村裕二 役[16]
- unknown 第1話（2023年4月18日、テレビ朝日） - 滝澤 役
- 弁護士ソドム 第4話（2023年5月19日、テレビ東京） - 持田徹 役
- スーパーのカゴの中身が気になる私（2023年7月23日 - 9月30日、中京テレビ） - 西尾金範 役[17]
- 不適切にもほどがある! 第3話・第5話（2024年2月9日・23日、TBS） - 氏家 役
- ぼくの人格シェアハウス（2024年3月18日、関西テレビ） - 佐藤健治 役
- おいハンサム!!2 第1話（2024年4月6日、東海テレビ・フジテレビ） - 神田 役[18]
- 花咲舞が黙ってない 第3シリーズ 第7話（2024年5月25日、日本テレビ） - 小牧健次郎 役[19]
- ビリオン×スクール（2024年7月5日 - 9月13日、フジテレビ） - 土橋淳平 役[20]
- 私の知らない私 第6話（2025年2月13日、読売テレビ・日本テレビ） - 谷本秘書 役[21]
- ダメマネ! -ダメなタレント、マネジメントします-（2025年4月20日 - 6月22日、日本テレビ） - 横井猛 役[22]

### 配信ドラマ
- ギルガメッシュFIGHT（2022年12月25日 - 2023年1月29日、Paravi） - サワリー尾中 役[23]
- 『ビリオン×スクール』FODオリジナルストーリー（2024年9月13日、FOD） - 土橋淳平 役[24]

### バラエティ
- ですよねぇ。（2006年1月、TBS）
- 戦国鍋TV 〜なんとなく歴史が学べる映像〜 （2010年4月〜2011年9月、テレビ神奈川、千葉テレビ、テレビ埼玉、サンテレビ）

### ラジオ
- 永野・本多の劇的ラジオ(2007年10月〜2014年9月、KBS京都ラジオ) - 本多力とともにレギュラーパーソナリティを担当
- 松井愛のすこ〜し愛して♥(2014年4月〜、MBSラジオ) - 週愛パートナー（週代わりレギュラー）として基本的に月1回程度出演
- ヨーロッパ企画のブロードウェイラジオ!（2014年10月〜、KBS京都ラジオ、LOVE FM、RNCラジオ、CBCラジオ） - レギュラーパーソナリティを担当
- 音で訪ねるニッポン時空旅（2015年〜、NHKラジオ第2放送）

### テレビCM
- STNet
- ナチュラリ(NATURALI) テレビ広告「ずっと一緒があたりまえ」 - 記者役（2017年）[25]
- 百十四銀行
- 三井住友海上「GK大きな安心篇」（2009年）
- オロナミンC（2010年）
- 丸美屋ソフトふりかけ（2011年）
- 出光興産アポロリテイリング 新バッテリーZAXIA「ほんと」編（2011年）
- PILOT フリクション（2010年～）
- 旭化成ホームズ「ヘーベルメゾン プラスわんプラスにゃん」 犬の気持ち篇（2012年）
- radiko「無料アメフトしながら」篇・「プレミアム　チーム移籍」篇（2015年）
- 三井製糖「クッキング刑事」バーのママ篇・バーテンダー篇（2019年）
- 株式会社アンドパッド ANDPAD（2020年）

### ラジオCM
- 東京ガス（2019年）

### ミュージックビデオ
- Vaundy「僕にはどうしてわかるんだろう」（2025年）- 駅員 役

### その他
- Aチャン（2006年8月〜、Yahoo!動画、永野宗典役）
- ジドウスポーツ（2010年、中部日本放送。アニメ声優・ジドウ役）
- タクシードライバー 祇園太郎（2011年7月・10月、青山ワンセグ開発、NHK Eテレ・ワンセグ2、実写化ペープサート人形劇、脚本・演出・声の出演 高千穂岳役）
- 趣味どきっ!「恋する百人一首」（2015年12月〜、NHK Eテレ、声の出演・藤原定家役）
- 生放送アニメ 直感×アルゴリズム♪（2017年10月、Webアニメ 実写パート Kogoro役）
- ツッコマニア（ゲーム）

## 監督・脚本
- 虚業（2011年　舞台作品　作・演出）
- 監督くん（2012年）
- 悲しみは地下鉄で（2010年　監督・脚本）　2012年・2013年ゆうばりファンタスティック映画祭上映
- 黄金（2008年　監督・脚本）　第1回デジタルショートアワード総合グランプ受賞
- タクシードライバー祗園太郎シーズン1・シーズン2（2011年～2013年・NHK Eテレ）
- 寝床より愛をこめて（2014年・MOOSIC LAB2014参加作品）
- Panic In（2015年・BSスカパー！）
- タクシードライバー祗園太郎 THE MOVIE（2016年公開）
- 全っっっっっ然知らない街を歩いてみたものの 第3話・4話（2021年3月30日・31日、フジテレビ） - 脚本（第3話は出演も）